# كنغر الملاكمة (فلم)
كنغر الملاكمة (الألمانية: Das Boxende Känguruh) هو فيلم أبيض وسود وثائقي قصير صامت ألماني يعود إنتاجه لعام 1895 ، أخرجه وإنتاجه ماكس سكلادانوفسكي، يظهر ملاكمة بين حيوان الكنغر ضد رجل على خلفية بيضاء في سيرك بوش. تم عرض الفيلم لأول مرة في أول عرض عام للصور المتحركة في ألمانيا في 1 نوفمبر 1895 وتم تصويره على فيلم 35 ملم وطوله 18 قدمًا.

## روابط خارجية
- كنغر الملاكمة  في قاعدة بيانات الأفلام على الإنترنت (بالإنجليزية)
- كنغر الملاكمة على يوتيوب